# Ben Davies
Benjamin Thomas Davies (n. 24 aprilie 1993, Neath⁠(d), Țara Galilor, Regatul Unit) este un fotbalist galez. Joacă pe postul de  fundaș în Premier League la Tottenham Hotspur și la echipa națională de fotbal a Țării Galilor.

## Palmares
Swansea City
- Football League Cup: 2012–13[3]

Tottenham Hotspur
- Finalist Football League Cup: 2014–15, 2020–21[4]
- Finalist Liga Campionilor UEFA: 2018–19[5]
- UEFA Europa League: 2024–25[6]